# Polycarpaea paulayana
Polycarpaea paulayana är en nejlikväxtart som beskrevs av Wagner. Polycarpaea paulayana ingår i släktet Polycarpaea och familjen nejlikväxter. Inga underarter finns listade i Catalogue of Life.